# 滇南风吹楠
滇南风吹楠（学名：Horsfieldia tetratepala）为肉豆蔻科风吹楠属下的一个种。

## 扩展阅读
- 維基物種上的相關：滇南风吹楠